# Christen-Democratisch Appèl
Christen-Democratisch Appèl sau CDA este unul din marile partide politice din Țările de Jos. Președintele partidului este Ruth Peetoom. Culoarea simbol a acestui partid este verdele.

## Legături externe
- Website Oficial